# کیم هه جین
کیم هه جین (کره‌ای: 김혜진؛ زادهٔ ۲۸ فوریه ۱۹۷۵) بازیگر اهل کره جنوبی است. او بیشتر به خاطر ایفای نقش در مجموعه تلویزیونی سال ۲۰۰۹ به نام آیریس شناخته می‌شود. او در مجموعه‌های تلویزیونی زندگی گلگون من (۲۰۰۵)، افسانه دونگ‌یی (۲۰۱۰)، راز تولد (۲۰۱۳)، و مجموعه‌های تلویزیونی دیگر حضور پیدا کرده‌است.